# Robert Thomas (cyklist)
Robert "Bobby" Thomas, född den 7 september 1912 i Kenosha, död den 12 november 2008 i Phoenix, var en amerikansk tävlingscyklist. Som amatör blev han amerikansk juniormästare på landsväg 1927 och seniormästare 1930. 1932 blev han uttagen till att representera USA i sprint vid Olympiska spelen i Los Angeles och gick där till kvartsfinal i vilken han blev utslagen av den blivande guldmedaljören Jacques van Egmond. Strax efter OS blev han professionell och började köra sexdagarslopp, vilket resulterade i tre segrar under karriären (1932–1940).

## Meriter

### Amatör
| 1927 Amerikansk mästare i linjelopp för juniorer 1930 Amerikansk mästare i linjelopp för seniorer | 1932 Kvartsfinalist i sprint vid Olympiska spelen |

### Professionell
| 1932/1933 2:a i Minneapolis sexdagars (nov.) med Dave Lands 1933/1934 2:a i New Yorks sexdagars (feb./mar.) med Gérard Debaets 3:a i Chicagos sexdagars (okt./nov.) med George Dempsey 3:a i Clevelands sexdagars (apr.) med Charly Ritter 1934/1935 2:a i Philadelphias sexdagars (okt.) med George Dempsey 2:a i Chicagos sexdagars (nov.) med Tony Shaller 2:a i Chicagos sexdagars (mar.) med Tino Reboli 2:a i Buffalos sexdagars (apr.) med Tino Reboli 3:a i Detroits sexdagars (okt.) med George Dempsey | 1935/1936 2:a i Buffalos sexdagars (dec.) med Jerry Rodman 3:a i Chicagos sexdagars (mar.) med Jerry Rodman 1936/1937 2:a i New Yorks sexdagars (nov./dec.) med William Peden 3:a i New Yorks sexdagars (mar.) med Tino Reboli 1938/1939 Vinnare av Buffalos sexdagars (nov./dec.) med Gustav Kilian Vinnare av Chicagos sexdagars (feb.) med Gustav Kilian 2:a i New Yorks sexdagars (maj) med Gustav Kilian 1939/1940 3:a i New Yorks sexdagars (nov.) med Jules Audy Vinnare av Pittsburghs sexdagars (apr.) med Jimmy Walthour |